# ¿Se puede?
¿Se puede? es una serie de televisión, estrenada por Televisión Española en 2004, producida por José Frade, dirigida por Gustavo Pérez Puig y protagonizada por Lina Morgan.

## Argumento
Los episodios, sin línea argumental entre ellos, están integrados por cuatro historias cortas cada uno, que reflejan, en tono humorístico, escenas costumbristas de la España de la época. El único hilo conductor es la actriz protagonista, que llegó a interpretar 52 personajes. El resto de los actores variaba en cada episodio y sketch, alcanzando la cifra de 200 en el total de la serie.

## Artistas invitados
Entre los actores y actrices que participaron en el rodaje, se incluyen:
| - Abigail Tomey (Capítulo 1) - Alberto Magallares (Capítulo 1) - Andoni Ferreño (Capítulo 1) - Ana Carvajal (Capítulo 1) - Antonio Requena (Capítulo 1) - Cristina Onrraita (Capítulo 1) - Marisol Ayuso (Capítulo 1) - Pepe Carabias (Capítulo 1) - Agustín González (Capítulo 2) - Begoña Blanco (Capítulo 2) - Carmen Cristóibal (Capítulo 2) - Francisco García Colmenarejo (Capítulo 2) - Joaquín Molina (Capítulo 2) - Juan Carlos Naya (Capítulo 2) - Kako Larrañaga (Capítulo 2) - Manuel Martín (Capítulo 2) - Natalia Pardo (Capítulo 2) - Paloma Paso (Capítulo 2) - Paula Sebastián (Capítulo 2) - Raquel Pérez (Capítulo 2) - Sara Montalvo (Capítulo 2) - Susana Navarro (Capítulo 2) - Yolanda Ulloa (Capítulo 2) - Zulima Memba (Capítulo 2) - Andrés Arenas (Capítulo 3) - Bárbara Espejo (Capítulo 3) - Bertín Osborne (Capítulo 3) - Carlos La Rosa (Capítulo 3) - Carlos Urrutia (Capítulo 3) - David Amón (Capítulo 3) - Eduardo MacGregor (Capítulo 3) - Esther del Prado (Capítulo 3) - José Manuel Pardo (Capítulo 3) - Manuel Zarzo (Capítulo 3) - María Jesús Sirvent (Capítulo 3) - Quique Camoiras (Capítulo 3) - Rafael Guerrero (Capítulo 3) - Raquel Estévez (Capítulo 3) - Verónica Luján (Capítulo 3) - Alfonso Vallejo (Capítulo 4) - Andrés Resino (Capítulo 4) - Bartolomé Moreno (Capítulo 4) - Conrado San Martín (Capítulo 4) - Emilio Laguna (Capítulo 4) - Luis Gaspar (Capítulo 4) - Manuel Galiana (Capítulo 4) - Mara Goyanes (Capítulo 4) - Marisa Porcel (Capítulo 4) - Mary Begoña (Capítulo 4) - Miguel Palezuela (Capítulo 4) - Milena Montes (Capítulo 4) - Nicolás Romero (Capítulo 4) - Anne Igartiburu (Capítulo 5) - Gemma Romero (Capítulo 5) - Jesús Guzmán (Capítulo 5) - Jorge Merino (Capítulo 5) - José Lifante (Capítulo 5) - Juan Llaneras (Capítulo 5) - Juana Cordero (Capítulo 5) - Marta Puig (Capítulo 5) - Mary Carmen Ramírez (Capítulo 5) - Mino Viñas (Capítulo 5) - Paco Cecilio (Capítulo 5) - Paco Valladares (Capítulo 5) - Pepe Álvarez (Capítulo 5) - Yolanda Farr (Capítulo 5) - Alberto Delgado (Capítulo 6) - Ana María Pérez (Capítulo 6) - Ángeles Martín (Capítulo 6) - Encarna Abad (Capítulo 6) - Flavia Zarzo (Capítulo 6) - Jorge Cadaval (Capítulo 6) - Lorena Bernal (Capítulo 6) - Luis Varela (Capítulo 6) - Manuel de Blas (Capítulo 6) - Manuel Tello (Capítulo 6) - Manuela Paso (Capítulo 6) - María Luisa San José (Capítulo 6) - María José Cantudo (Capítulo 6) - Rosa Fontana (Capítulo 6) - Saturnino García (Capítulo 6) - Sergio Castelar (Capítulo 6) - Ana Calderón (Capítulo 7) - Ángel Amorós (Capítulo 7) - Carlos Larrañaga (Capítulo 7) - Carlos Ríos (Capítulo 7) - Cipriano Lodosa (Capítulo 7) - Ignacio San Pedro (Capítulo 7) - Israel Rodríguez (Capítulo 7) - José Cantero (Capítulo 7) - Julia Trujillo (Capítulo 7) - Luis Lorenzo (Capítulo 7) - Marta Fernández Muro (Capítulo 7) - Marta Puig (Capítulo 7) - Mino Viñas (Capítulo 7) - Paco Camoiras (Capítulo 7) - Sancho Gracia (Capítulo 7) - Sandro Polo (Capítulo 7) - Vicente Haro (Capítulo 7) - África Pratt (Capítulo 8) - Ana Rodríguez (Capítulo 8) - Elvira Quintillá (Capítulo 8) - Herminia Tejela (Capítulo 8) - Jorge Roelas (Capítulo 8) - Jorge Sanz (Capítulo 8) - Julián Navarro (Capítulo 8) - Luisa Hoyos (Capítulo 8) - Manuel Andrés (Capítulo 8) - Manuel Tejada (Capítulo 8) - Nuria García (Capítulo 8) - Paco Luna (Capítulo 8) - Pepe Sancho (Capítulo 8) - Sonia Ferrer (Capítulo 8) - Ana Valdi (Capítulo 9) - Antonio Medina (Capítulo 9) - Carlos Manzanares (Capítulo 9) - Damián Velasco (Capítulo 9) - Emilio Gutiérrez Caba (Capítulo 9) - Jesús Prieto (Capítulo 9) - Lucía Hoyos (Capítulo 9) - Manuel Luque (Capítulo 9) - Mario Martín (Capítulo 9) - Paco Morán (Capítulo 9) - Pedro Rollán (Capítulo 9) - Pepe Sanz (Capítulo 9) - Silvia Lurueña (Capítulo 9) - Teresa Hurtado (Capítulo 9) - Victoria Alva (Capítulo 9) - Carlos Montoro (Capítulo 10) - Daniel Ortiz (Capítulo 10) - Inés Morales (Capítulo 10) - Javier Espada (Capítulo 10) - Joel Angelino (Capítulo 10) - José María Noci (Capítulo 10) - Juanito Navarro (Capítulo 10) - Lola Muñoz (Capítulo 10) - Luis Perezagua (Capítulo 10) - Mariano Venancio (Capítulo 10) - Marieta Sánchez (Capítulo 10) - Mino Viñas (Capítulo 10) - Ramiro Oliveros (Capítulo 10) - Ricardo Fraguas (Capítulo 10) - Vicky Lagos (Capítulo 10) - Víctor Valverde (Capítulo 10) - Antonio Chamorro (Capítulo 11) - Carlos Iglesias (Capítulo 11) - Carmen Morales (Capítulo 11) - David Alemán (Capítulo 11) - David Pinilla (Capítulo 11) - Eloy Arenas (Capítulo 11) - Jaime Blanch (Capítulo 11) - Juan Messeguer (Capítulo 11) - María Isbert (Capítulo 11) - Miguel Ayones (Capítulo 11) - Paco Marsó (Capítulo 11) - Pedro Osinaga (Capítulo 11) - Simón Andreu (Capítulo 11) - Cristina Goyanes (Capítulo 12) - Concha Velasco (Capítulo 12) - Jesús Ramos (Capítulo 12) - José María Blanco (Capítulo 12) - Luisa Armenteros (Capítulo 12) - Marta Puig (Capítulo 12) - Mino Viñas (Capítulo 12) - Silvia Gambino (Capítulo 12) - Ana Turpín (Capítulo 13) - Antonio Juárez (Capítulo 13) - Bruto Pomerov (Capítulo 13) - Carlos Piñeiro (Capítulo 13) - David Zarzo (Capítulo 13) - Emilio Linder (Capítulo 13) - Fernando Sanz (Capítulo 13) | - Lorenzo Valverde (Capítulo 13) - Marta Puig (Capítulo 13) - Mino Viñas (Capítulo 13) - Nati Mistral (Capítulo 13) - Pepe Carabias (Capítulo 13) - Toni Valento (Capítulo 13) |

## Guionistas
Cada episodio fue escrito por un guionista distinto, pudiendo mencionarse, entre ellos, a Antonio Mingote, Jaime de Armiñán, Mariano Ozores, Juan Carlos Rubio, Emilio Laguna, José Luis Coll, Manuel Ruiz del Castillo, Marga Mareo y Marisol Farré

## Episodios y audiencias
| Temporada | Temporada | Episodios | Estreno            | Final                | Audiencia media | Audiencia media | Audiencia media |
| Temporada | Temporada | Episodios | Estreno            | Final                | Espectadores    | Cuota           |                 |
| --------- | --------- | --------- | ------------------ | -------------------- | --------------- | --------------- | --------------- |
|           | 1         | 7         | 3 de julio de 2004 | 14 de agosto de 2004 | 1 367 000       | 16,2%           |                 |

### Temporada 1: 2004
| Episodio | Título                                                                            | Fecha de emisión     | Audiencia                                                               |
| -------- | --------------------------------------------------------------------------------- | -------------------- | ----------------------------------------------------------------------- |
| 1        | «El estreno»                                                                      | 3 de julio de 2004   | 1 817 000 (19,0%)                                                       |
| 2        | «La vendedora de libros » «Bodas de plata» «El casting» «Ni un día más»           | 10 de julio de 2004  | 1 835 000 (18,3%) 1 560 000 (15,6%) 2 365 000 (24,3%) 1 762 000 (20,0%) |
| 3        | «Una casita en el campo» «Sueños de una seductora» «La enciclopedia» «La chabola» | 17 de julio de 2004  | 1 207 000 (12,9%) 2 325 000 (24,9%) 1 214 000 (13,2%) 1 484 000 (16,4%) |
| 4        | «Primera parte» «Segunda parte»                                                   | 24 de julio de 2004  | 1 231 000 (14,5%) 886 000 (14,8%)                                       |
| 5        | «Primera parte» «Segunda parte»                                                   | 31 de julio de 2004  | 1 002 000 (11,8%) 758 000 (12,8%)                                       |
| 6        | «Primera parte» «Segunda parte»                                                   | 7 de agosto de 2004  | 1 143 000 (14,3%) 755 000 (14,0%)                                       |
| 7        | «Primera parte» «Segunda parte»                                                   | 14 de agosto de 2004 | 1 099 000 (14,4%) 790 000 (14,6%)                                       |

Programa 1: Abigail Tomey, Alberto Magallares, Andoni Ferreño, Ana Carvajal, Antonio Requena, Cristina Onrraita, Marisol Ayuso y Pepe Carabias.
Programa 2: Agustín González, Begoña Blanco, Carmen Cristóibal, Francisco García Colmenarejo, Joaquín Molina, Juan Carlos Naya, Kako Larrañaga, Manuel Martín, Natalia Pardo, Paloma Paso, Paula Sebastián, Raquel Pérez, Sara Montalvo, Susana Navarro, Yolanda Ulloa y Zulima Memba.
Programa 3: Andrés Arenas, Bárbara Espejo, Bertín Osborne, Carlos La Rosa, Carlos Urrutia, David Amón, Eduardo MacGregor, Esther del Prado, José Manuel Pardo, Manuel Zarzo, María Jesús Sirvent, Quique Camoiras, Rafael Guerrero, Raquel Estévez y Verónica Luján.
Programa 4: Alfonso Vallejo, Andrés Resino, Bartolomé Moreno, Conrado San Martín, Emilio Laguna, Luis Gaspar, Manuel Galiana, Mara Goyanes, Marisa Porcel, Mary Begoña, Miguel Palezuela, Milena Montes y Nicolás Romero.
Programa 5: Anne Igartiburu, Gemma Romero, Jesús Guzmán, Jorge Merino, José Lifante, Juan Llaneras, Juana Cordero, Marta Puig, Mary Carmen Ramírez, Mino Viñas, Paco Cecilio, Paco Valladares, Pepe Álvarez y Yolanda Farr.
Programa 6: Alberto Delgado, Ana María Pérez, Ángeles Martín, Encarna Abad, Flavia Zarzo, Jorge Cadaval, Lorena Bernal, Luis Varela, Manuel de Blas, Manuel Tello, Manuela Paso, María Luisa San José, María José Cantudo, Rosa Fontana, Saturnino García y Sergio Castelar.
Programa 7: Ana Calderón, Ángel Amorós, Carlos Larrañaga, Carlos Ríos, Cipriano Lodosa, Ignacio San Pedro, Israel Rodríguez, José Cantero, Julia Trujillo, Luis Lorenzo, Marta Fernández Muro, Marta Puig, Mino Viñas, Paco Camoiras, Sancho Gracia, Sandro Polo y Vicente Haro.
Programa 8: África Pratt, Ana Rodríguez, Elvira Quintillá, Herminia Tejela, Jorge Roelas, Jorge Sanz, Julián Navarro, Luisa Hoyos, Manuel Andrés, Manuel Tejada, Nuria García, Paco Luna, Pepe Sancho y Sonia Ferrer.
Programa 9: Ana Valdi, Antonio Medina, Carlos Manzanares, Damián Velasco, Emilio Gutiérrez Caba, Jesús Prieto, Lucía Hoyos, Manuel Luque, Mario Martín, Paco Morán, Pedro Rollán, Pepe Sanz, Silvia Lurueña, Teresa Hurtado y Victoria Alva.
Programa 10: Carlos Montoro, Daniel Ortiz, Inés Morales, Javier Espada, Joel Angelino, José María Noci, Juanito Navarro, Lola Muñoz, Luis Perezagua, Mariano Venancio, Marieta Sánchez, Mino Viñas, Ramiro Oliveros, Ricardo Fraguas, Vicky Lagos y Víctor Valverde.
Programa 11: Antonio Chamorro, Carlos Iglesias, Carmen Morales, David Alemán, David Pinilla, Eloy Arenas, Jaime Blanch, Juan Messeguer, María Isbert, Miguel Ayones, Paco Marsó, Pedro Osinaga y Simón Andreu.
Programa 12: Cristina Goyanes, Concha Velasco, Jesús Ramos, José María Blanco, Luisa Armenteros, Marta Puig, Mino Viñas y Silvia Gambino.
Programa 13: Ana Turpín, Antonio Juárez, Bruto Pomerov, Carlos Piñeiro, David Zarzo, Emilio Linder, Fernando Sanz, Lorenzo Valverde, Marta Puig, Mino Viñas, Nati Mistral, Pepe Carabias y Toni Valento.